# Guernica (obraz)
Guernica je monumentální obraz Pabla Picassa. Je vysoký 349 cm a široký 777 cm. Picasso jej zhotovil za necelý měsíc. Zakázku mu už dříve zadala španělská republikánská vláda, obraz měl být součástí španělské expozice na Mezinárodní výstavě moderního umění a techniky v Paříži v roce 1937. Picasso práci odkládal, impulsem se mu nakonec stalo vybombardování města Guernica, které se odehrálo 26. dubna 1937.
Zobrazuje ženu, nosiče pochodně, býka a koně jako strašlivé souputníky ve světě hrůzy, vše je vyvedeno v černé a bílé barvě. Původně mělo jít o obraz s tématem býčích zápasů. Obraz si získal celosvětovou proslulost.

## Zajímavosti
- Vypráví se, že během německé okupace Paříže navštívil Picassa německý důstojník a ukázal mu fotografii obrazu Guernica se slovy: „To jste udělal Vy?“ – „Ne, to jste udělali vy!“, odvětil malíř.[1][2]
- Po vítězství nacionalistů (1939) obraz putoval po Evropě a USA na podporu sbírky na pomoc španělským politickým uprchlíkům. Picasso nedovolil, aby se jeho obraz Guernica vystavoval ve Španělsku, dokud tam nebude obnoven demokratický režim. Obraz tak bylo možné poprvé vystavit ve Španělsku až po smrti diktátora Franca (1975) a po neúspěšném pokusu frankistů o státní převrat (1981).[1]
- V sídle Rady bezpečnosti OSN visí velká kopie obrazu Guernica. Když v roce 2003 americký ministr Colin Powell před Radou bezpečnosti hlásal nutnost zahájit válku proti Iráku, Američané nechali obraz zakrýt, aby svým protiválečným poselstvím nenarušil válečnou rétoriku ministra Powella.[3][2]